# St. Martin (Windelsbach)

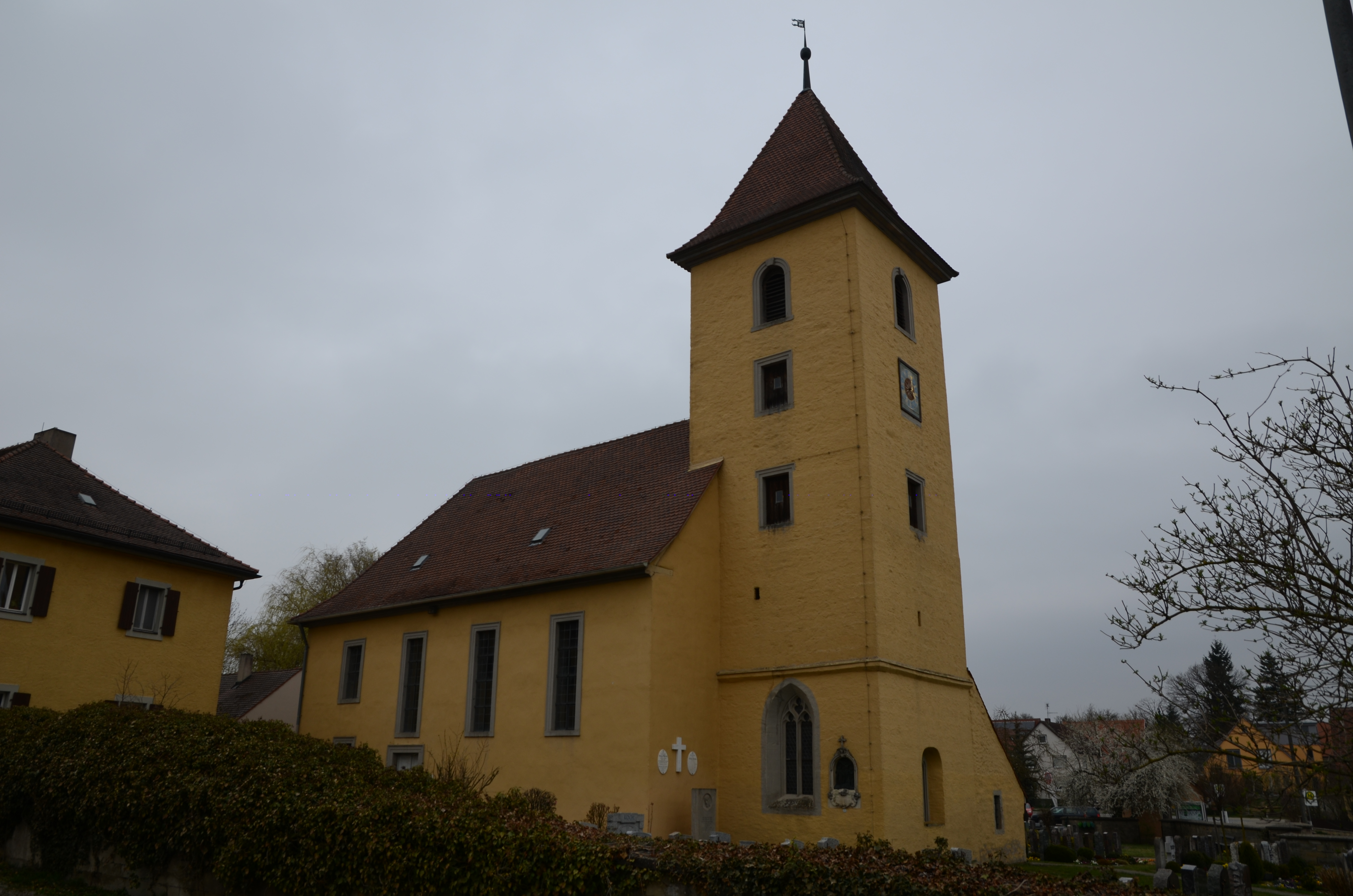
St. Martin (Windelsbach)

Die denkmalgeschützte, evangelisch-lutherische Pfarrkirche St. Martin steht in Windelsbach, einer Gemeinde im Landkreis Ansbach (Mittelfranken, Bayern). Die Kirche ist unter der Denkmalnummer D-5-71-225-3 als Baudenkmal in der Bayerischen Denkmalliste eingetragen. Die Kirchengemeinde gehört zum Dekanat Rothenburg ob der Tauber im Kirchenkreis Ansbach-Würzburg der Evangelisch-Lutherischen Kirche in Bayern.

## Beschreibung
Die unteren Geschosse des Chorturms auf quadratischem Grundriss der Saalkirche stammen aus der Mitte des 13. Jahrhunderts. Das an ihn nach Westen angebaute Langhaus wurde 1715 nach Süden und Westen erweitert. Der Chorturm wurde 1719 aufgestockt, um die Turmuhr und den Glockenstuhl unterzubringen, und mit einem Pyramidendach bedeckt. 
Der Innenraum des Chors, d. h. das Erdgeschoss des Chorturms, ist mit einem Netzgewölbe überspannt, der des Langhauses, mit einer Holzbalkendecke. Innen, an der Nordwand des Langhauses, ist eine doppelstöckige Empore, an der Westwand ist sie einstöckig, auf ihr steht die Orgel. Sie hat acht Register, ein Manual und Pedal und wurde als Opus 478 von G. F. Steinmeyer & Co. 1893 gebaut. Zur Kirchenausstattung gehören ein spätgotischer Flügelaltar und die 1617 gebaute Kanzel.